# Leioproctus kanapuu
Leioproctus kanapuu är en biart som beskrevs av Donovan 2007. Leioproctus kanapuu ingår i släktet Leioproctus och familjen korttungebin. Inga underarter finns listade i Catalogue of Life.